# Zbigniew Kulak
Zbigniew Jerzy Kulak (ur. 23 marca 1953 w Poznaniu) – polski polityk, samorządowiec, lekarz chirurg, w latach 1993–2005 senator III, IV i V kadencji, ambasador w Mongolii w latach 2005–2009.

## Życiorys
W 1972 ukończył z wyróżnieniem II Liceum Ogólnokształcące w Poznaniu, w 1978 studia na Wydziale Lekarskim Akademii Medycznej w Poznaniu. W Klinice Chirurgii Ogólnej i Gastroenterologicznej tej uczelni uzyskał I stopień specjalizacji z chirurgii ogólnej. Od 1982 pracował w Zespole Opieki Zdrowotnej w Gostyniu. W 1986 uzyskał II stopień specjalizacji, w 1992 obronił na macierzystej uczelni pracę doktorską z zakresu nauk medycznych na podstawie pracy Ocena wytrzymałości syntetycznych monofilowych nici wchłanialnych oraz ich przyswajalności tkankowej (promotor – Marek Tuszewski). Opublikował kilkanaście prac naukowych. W 2010 powołany na biegłego sądowego w dziedzinie medycyny – chirurgii ogólnej.
W latach 1996–1997 był dyrektorem Zespołu Opieki Zdrowotnej w Rawiczu, od 1999 do 2001 zasiadał w radzie Wielkopolskiej Regionalnej Kasy Chorych. Należy do Polskiego Towarzystwa Lekarskiego, Towarzystwa Chirurgów Polskich, Polskiego Towarzystwa Gastroenterologicznego, a także stowarzyszeń nielekarskich, m.in. Towarzystwa Polsko-Irlandzkiego, Fundacji Ochrony Polsko-Niemieckiego Dziedzictwa Kulturowego, Leszczyńskiego Towarzystwa Przyjaciół Nauk.
Jako członek Sojuszu Lewicy Demokratycznej wchodził w skład władz krajowych (m.in. członek rady krajowej) i lokalnych (przewodniczący rady powiatowej w Gostyniu) partii. Był radnym rady powiatu gostyńskiego (przewodniczył klubowi radnych SLD). W 1993 i 1997 z ramienia SLD uzyskiwał mandat senatora III i IV kadencji z województwa leszczyńskiego. W 2001 został wybrany do Senatu V kadencji (tym razem z nowo utworzonego okręgu kaliskiego). W Senacie przewodniczył m.in. Polsko-Irlandzkiej Grupie Międzyparlamentarnej, był członkiem Parlamentarnej Komisji Wspólnej RP i Unii Europejskiej. W latach 2002–2005 był wiceprzewodniczącym Grupy Parlamentarnej Polska-Azja Południowo-Wschodnia. W latach 2001–2005 z ramienia OBWE był obserwatorem wyborów m.in. w Azerbejdżanie, Białorusi, Gruzji, Kazachstanie, Kirgistanie, Mołdawii i Ukrainie. W latach 2001–2004 wiceprzewodniczący, a w latach 2004–2005 przewodniczący senackiej Komisji Spraw Zagranicznych.
W 2005 nie ubiegał się o reelekcję parlamentarną, po zakończeniu kadencji w listopadzie tego samego roku został powołany na stanowisko ambasadora RP w Mongolii. Misję dyplomatyczną zakończył 31 lipca 2009, następnego ambasadora powołano po sześciu latach. We wrześniu 2011 został dyrektorem Instytutu Ochrony Zdrowia PWSZ im. Jana Amosa Komeńskiego w Lesznie. Pracę na tym stanowisku zakończył w sierpniu 2013. W 2014 wybrany do rady powiatu gostyńskiego; w 2018 nie ubiegał się o reelekcję.
Został też biegłym sądowym z zakresu chirurgii.

## Życie prywatne
Żonaty (żona Anna, lekarz stomatolog), ma troje dzieci (syna Jerzego oraz córki Ewę i Martę).